# Alphonse Abaza
Alphonse Abaza (n. 22 februarie 1909, București, România – d. 10 noiembrie 1984) a fost un medic internist și medic militar francez, de origine evreiască, născut în România. A fost profesor la Colegiul de medicină al Franței.

## Biografie
Alphonse Abaza s-a născut în 1909 la București în România, ca fiu al lui Nae Abaza și al Elizei născută Bermann. După studii de medicină la Paris, în 1931 Abaza s-a perfecționat în spitalele din capitala Franței. În 1934 a obținut cetățenia franceză, iar in 1937 a terminat la Paris doctoratul în medicină cu o teză intitulată Tuberculoză și adolescență - date antropometrice și experimente. În timpul celui de-al Doilea Război Mondial dr. Abaza s-a înrolat în Armata Franceză. Dupa cucerirea Frantei de către Germania Nazistă o lege rasistă din decembrie 1942 i-a interzis ca evreu practicarea medicinei în rândul populației creștine. Abaza s-a alăturat mișcării de rezistență antifascistă, iar în iunie 1943 s-a înrolat în forțele Franței libere cu comandamentul la Londra, având gradul de căpitan.
În anii 1945-1946 Abaza a lucrat a director adjunct al secției de control epidemiologic și de informații medicale al UNRRA, agenția de asistență și reabilitarea a Națiunilor Unite care a activat în anii 1943-1948. Întors în Franța și-a reluat activitatea profesională medicală și de cercetări în domeniul medicinii interne. Începând din 1948 Abaza a fost șef de secție de medicină internă la Spitalul din Villeneuve-Saint-Georges. El a predat ca profesor la Colegiul de medicină din Paris. 
Alphonse Abaza a murit în 1984 la Paris.

### Sindromul Hoet-Abaza
În 1953 Abaza a descris un sindrom, care se caracterizează prin îngrășare rapidă ,severă și tranzitorie la femei în timpul gravidității și mai ales după naștere, sindrom care a fost denumit Sindromul Young. Sindromul se asociază cu o mortalitate crescută a feților sau noilor născuți, aceștia din urmă suferind de suprapondere, și creștere rapidă, tendință la diabet, hiperlactație în rândul mamelor.
Abaza l-a atribuit unei hipersecreții de hormon de creștere. Sindromul a fost descris în 1954 și de către medicul belgian Joseph Pierre Hoet, care a găsit că el se datorează unei tulburări ale glandei corticosuprarenale. Astăzi sindromul este cunoscut ca Sindromul Abaza-Hoet sau Sindromul Young.

### Viața privată
Abaza nu a lăsat urmași. Sora sa se numea după căsătorie Felicia Coppet

## Distincții si onoruri
- Legiunea de onoare - cu gradul de ofițer[5]

## Articole și cărți - selecție
- Tuberculose, croissance et puberté données anthropométriques et expérimentales Amédée Legrand 1937 (teza de doctorat în medicină, su indrumarea prof.Nauvcour)[6]
- Acquisitions médicales récentes dans les pays alliés Doin, Paris, 1946 (Achiziții medicale recente în țările aliate)
- La Streptomycine La pratique médicale illustrée. G. Doin et Cie., 1947 (Streptomicina).
- împreună cu J.Varroud-Vial , M.Rombauts : « Syndrome de Young. Croissance prolongée, mortalité fœtale ou néonatale élevée, gros enfants,hyperlactation, obésité, diabète ». La Presse Médicale 1953 avril 1; 61(23): 495-498